# František Chládek
František Chládek (Vsetín, 9 maggio 1958) è un ex biatleta cecoslovacco.

## Biografia
In Coppa del Mondo ottenne l'unico podio 17 dicembre 1986 a Hochfilzen (2°).
In carriera prese parte a un'edizione dei Giochi olimpici invernali, Calgary 1988 (44° nell'individuale, 11° nella staffetta).

## Palmarès

### Coppa del Mondo
- 1 podio (individuale[1]):
  - 1 secondo posto